# Лука Стевић
Лука Стевић (Мојковић, код Крупња, 10. октобар 1887 – Шабац, 3. децембар 1971) био је земљорадник, учесник Баланских ратова, Првог светског рата и Народноослободилачке борбе и већник АВНО Југославије. У партизанима је био познат под надимком Чика Лука.

## Биографија
Рођен је 10. окотобра 1887. у Мојковићу, код Крупња. Потицао је из земљорадничке породице Светомира и Драгиње Стевић. Радио је на свом имању, али икао послужитељ у основној школи у Белој Цркви.
Војни рок у Војсци Краљевине Србије служио од јануара 1910. до 1912. у Ужицу и Алексинцу. Као најбољи војник у дивизиону упућен је у пуковску подофицирску школу, након чега је произведен у чин поднаредника. Учествовао је у Првом балканском рату 1912, а прва битка у којој је учествовао била је битка за Мердаре, новембра 1912. године. Потом се истакао као топовођа Девете батерије Трећег дивизиона Брдског артиљеријског пука, због чега је одликован сребрном Медаљом за храброст Милош Обилић и Сребрном медаљом за ревносну службу. Током Другог балканског рата, 1913. истакао се у Брегалничкој бици. Учествовао је у сузбијању албанске побуне, у јесен 1913. и интервенцији у Албанији, када је учествовао и заузимању Елбасана.
На почетку Првог светског рата 1914. истакао се као борац Петог пешадијског пука. У борбама на Мачковом камену, од 16. до 23. септембра 1914. и поред наређења команданта да извади затварач топа и да одступи, нанишанио је противника и опалио гранату, која је противнике натерала у бекство. На предлог ратних другова, као најхрабрији војник у батерији, одликован је 25. јуна 1915.Златним војничким орденом Карађорђеве звезде са мачевима. На положају Буар, код Ужица 21. децембра 1914. унапређен је у чин наредника. Учествовао је у повлачењу преко Албаније и борбама на Солунском фронту, где се поново истицао храброшћу и сналажљивошћу, иако је због лошег здравља повремено обољевао.
Током балканских и Првог светског рата водио је ратни дневник, који је 1974. објављен у Годишњаку Историјског архива у Шапцу.
Након завршетка Великог рата, вратио се у родно место и укључио у политички живот. Услед лошег односа државе према ратницима, ратним инвалидима и деци палих бораца све чешће је нападао владајућу династију Карађорђевић. Временом је постао члан Републиканске странке и важио за великог бунџију и опонента званичним властима. Биран је за кмета и председника сеоске општине, али је због опозиционог деловања више пута новчано кажњаван, али и хапшен. После је био члан Земљорадничке странке Драгољуба Јовановића.
Након окупације Југославије 1941. када је у непосредној близини његовог села, у Белој Цркви, код Крупња 7. јула 1941. изведена прва устаничка акција, прикљчио се Народноослобдилачком покрету (НОП). У јесен 1941, током постојања слободне територије познате као Ужичка република, биран је за председника Народноослободилачког одбора у Мојковићу, а био је и командант партизанске команде места у Завлаци. Потом је ступио у Рађевски батаљон Ваљевског партизанског одреда, где је био командир најпре Треће, а потом Седме чете.
Са групом преосталих бораца Ваљевског и Мачванског партизанског одреда, почетком марта 1942. прешао је у источну Босну, након чега је ступио у Пратећу чету Врховног штаб, која је новембра 1942. прерасла у Пратећи батаљон Врховног штаба НОВ и ПОЈ. Борац ове јединице остао је до краја рата. Новембра 1942. изабран је за већника Антифашистичког већа народног ослобођења Југославије (АВНОЈ) и учествовао је на сва три његова заседања – Првом у Бихаћу 1942, Другом у Јајцу 1943. и Трећем у Београду 1945. године. На Другом заседању АВНОЈ-а биран је за члана Председништва АВНОЈ. Потом је био посланик Привремене народне скупштине Демократске Федеративне Југославије (ДФЈ). Након ослобођења земље, вршио је више одговорних дужности у Шапцу, где је између осталог био потпредседник Окружног одбора Народног фронта Србије. Имао је чин мајора ЈНА у резерви, који је добио маја 1943. првим указом о официрским чиновима у НОВЈ.
Умро је 3. децебра 1971. у Шапцу, а по личној жељи сахрањен је спомен-гробници палих бораца у Белој Цркви, код Крупња.
За учешће у Балканским и Првом светском рату одликован је следећим одликовањима — две сребрне Медаље за храброст Милош Обилић, сребрна Медаљом за ревносну службу, златним војничким Орденом Карађорђеве звезде са мачевима и Албанском споменциом, као и француском Легијом части. За учешће у Народноослободилачком рату одликован је Орденом заслуга за народ првог реда, Орденом братства и јединства првог реда, Орденом републике са сребрним венцем и Партизанском споменицом 1941, као и пољским Партизанским крстом.